# Screensaver (programma televisivo)
Screensaver è stato un programma televisivo ideato e condotto da Federico Taddia, realizzato presso gli studi Rai di Torino e andato in onda su Raitre dall'inverno 2002 all'estate 2008. 
Il programma mandava in onda cortometraggi realizzati da scuole medie e scuole superiori. Dal 2006 il programma invitava personaggi famosi (tra gli altri, Jovanotti, Paola Cortellesi, Renzo Arbore, Rino Gattuso e Loris Capirossi) a fare ritorno nelle loro scuole e a proporre un argomento ai ragazzi, che su quel tema costruivano la trasmissione. 